# 大野一造
大野 一造（おおの いちぞう, 1885年4月5日 – 1967年3月6日）は、愛知県碧海郡刈谷町（現・刈谷市）出身の技術者・実業家・政治家。刈谷町会議員、愛知県会議員、刈谷町長、衆議院議員を務めた。刈谷市名誉市民。かんばん方式などの「トヨタ生産方式」を築いた大野耐一は息子。

## 生涯

### 青年時代
1885年（明治18年）4月5日、愛知県碧海郡刈谷町緒川町（現・刈谷市八幡町6丁目78番地）にて旧刈谷藩士の大野介蔵の長男として生まれた。介蔵は刈谷城本丸隅の十朋亭を隠居家としており、1936年（昭和11年）には十朋亭を刈谷町に売却している。

### 技術者として
刈谷町立亀城小学校を中途退学。兵庫県立神戸中学校（のちの兵庫県立神戸高等学校）を経て、東京高等工業学校（のちの東京科学大学）窯業科を卒業。南満州鉄道株式会社に入社すると、撫順の炭坑付技師を経て満州中央試験所の技師となり、大連耐火煉瓦工場の設立に関与した。1918年（大正7年）には刈谷町に東洋耐火煉瓦（のちのクアーズテック）を設立して技師兼工場長を務めた。

### 政治家として
1923年（大正12年）5月には刈谷町会議員に初当選し、以後は刈谷町会議員を23年間務めている。また、1923年（大正12年）には愛知県会議員にも初当選している。1924年（大正13年）には豊田佐吉が社長を務める豊田紡織の工場を刈谷町に誘致。刈谷が自動車工業都市として飛躍する礎を築いた。1932年（昭和7年）には息子の大野耐一が豊田紡織に入社しており、耐一は後にトヨタ自動車工業（のちのトヨタ自動車）で副社長を務めた。1936年（昭和11年）5月には刈谷町長に初当選し、1946年（昭和21年）まで刈谷町長を10年間務めた。政治家としては立憲民政党に所属していた。同じく刈谷出身の衆議院議員である武富済が病死したことで、1937年（昭和12年）には愛知県第4区から衆議院議員に初当選。1942年（昭和17年）には2選を果たした。1940年（昭和15年）10月には勲四等瑞宝章を受けた。

### 戦後
戦後には公職追放となった。
1952年（昭和27年）には町村合併委員長に就任し、1955年（昭和30年）には碧海郡富士松村と依佐美村の刈谷市への合併を推進した。1956年（昭和31年）には刈谷市の行政合理化委員長に就任し、学校・消防・公民館などの合理化を推進した。1957年（昭和32年）には豊田自動織機製作所（のちの豊田自動織機）社長かつトヨタ自動車工業（のちのトヨタ自動車）社長の石田退三とともに、刈谷市初の名誉市民に推挙された。1961年（昭和36年）11月8日には藍綬褒章を受けた。1963年（昭和38年）には刈谷出身の化学者である加藤与五郎の伝記『加藤与五郎 フェライトの父』（黎明書房、1963年）を著した。

### 死後
1967年（昭和42年）3月6日死去。81歳。同日には勲三等旭日中綬章を受けた。同年12月には刈谷市刈谷図書館（現・刈谷市中央図書館）児童室に大野の寄贈による「大野文庫」が設置された。

## 政歴
- 刈谷町会議員 : 7期25年
- 愛知県会議員 : 4期14年
- 愛知県名誉職参事会員 : 1期1年
- 愛知県郡部会議長 : 1期2年
- 愛知県会議長 : 1期2年
- 全国道府県会議長会議議長 : 1回

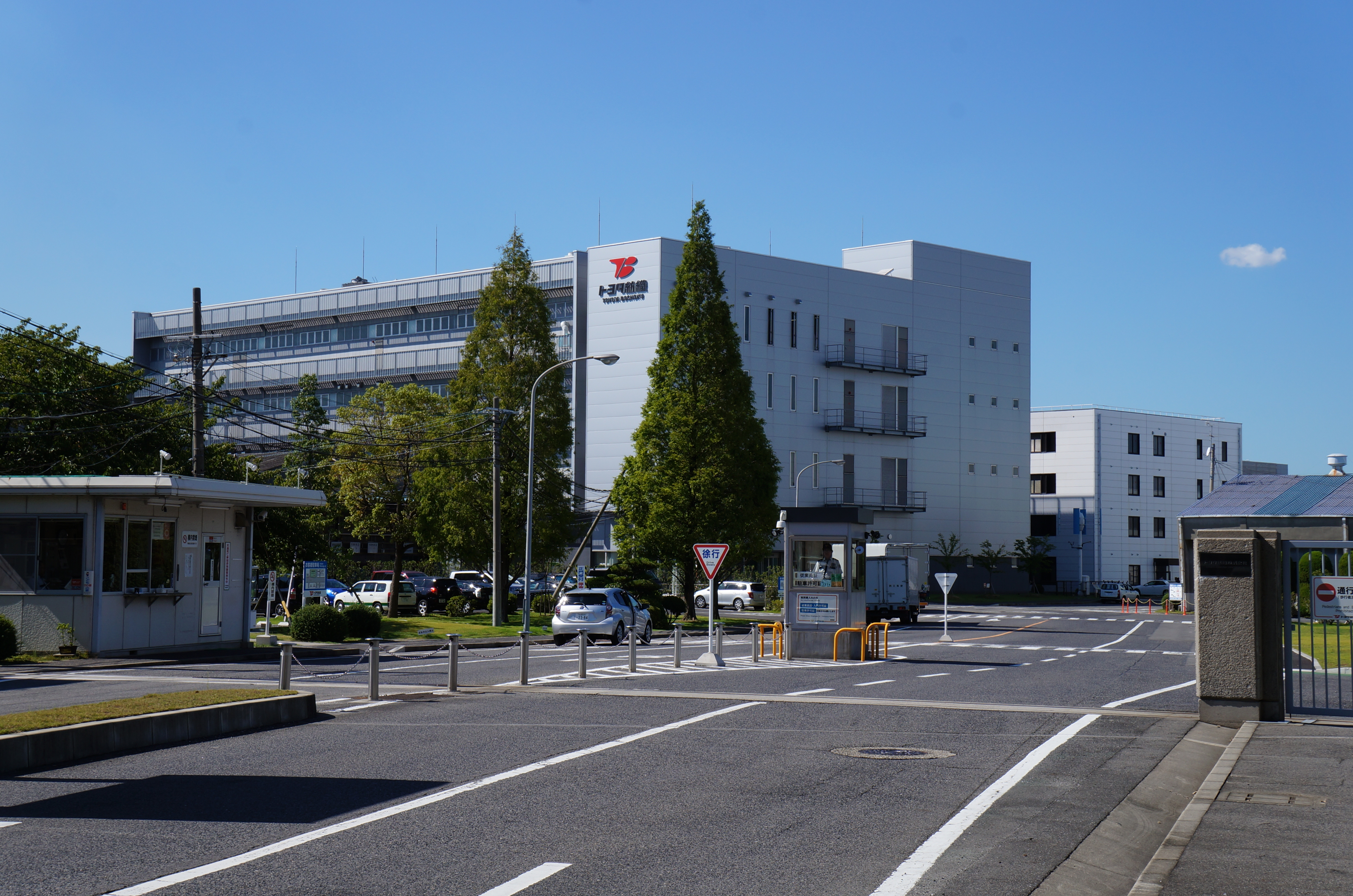
今日の刈谷市にあるトヨタ紡織本社

- 刈谷町長 : 4期10年（第12代-第15代）
- 衆議院議員 : 2期9年

出典 : 大野一造『刈谷が市になるまでの発展史』大野一造, 1955年, p.10

## 受賞・受章
- 1940年（昭和15年）10月 - 勲四等瑞宝章
- 1957年（昭和32年）1月1日 - 刈谷市名誉市民
- 1961年（昭和36年）11月8日 - 藍綬褒章
- 1967年（昭和42年）3月6日 - 勲三等旭日中綬章

出典 : 大野一造『刈谷市人物一覧』大野一造、1965年、p.5

## 著作
- 大野一造『刈谷町の今昔』刈谷町観光会、1937年
- 大野一造『我等の奎堂先生』セイソー社、1937年
- 大野一造『松本奎堂先生年譜 大和義挙天誅組総裁 天誅組八十年祭記念』刈谷町、1942年
- 大野一造『刈谷が市になる迄の発展史』大野一造、1955年
- 大野一造『迎喜寿我足跡』大野一造、1961年
- 大野一造『加藤与五郎先生』大野一造、1962年
- 大野一造『加藤与五郎 フェライトの父』黎明書房、1963年
- 大野一造『刈谷市人物一覧』大野一造、1965年
- 大野一造『刈谷と大野家』大野一造、1965年
- 大野一造『豊田利三郎君と刈谷市』大野一造、出版年不明
- 大野一造『大野一造光栄録』大野一造、出版年不明

## 文献
- 大野一造『刈谷市人物一覧』大野一造、1965年
- 大野一造『刈谷と大野家』大野一造、1965年
- 刈谷市編さん編集委員会『刈谷市史』刈谷市、1990年
- 「刈谷人物名鑑」『刈谷市民だより』刈谷市、2004年1月15日号